# Raubgrabung

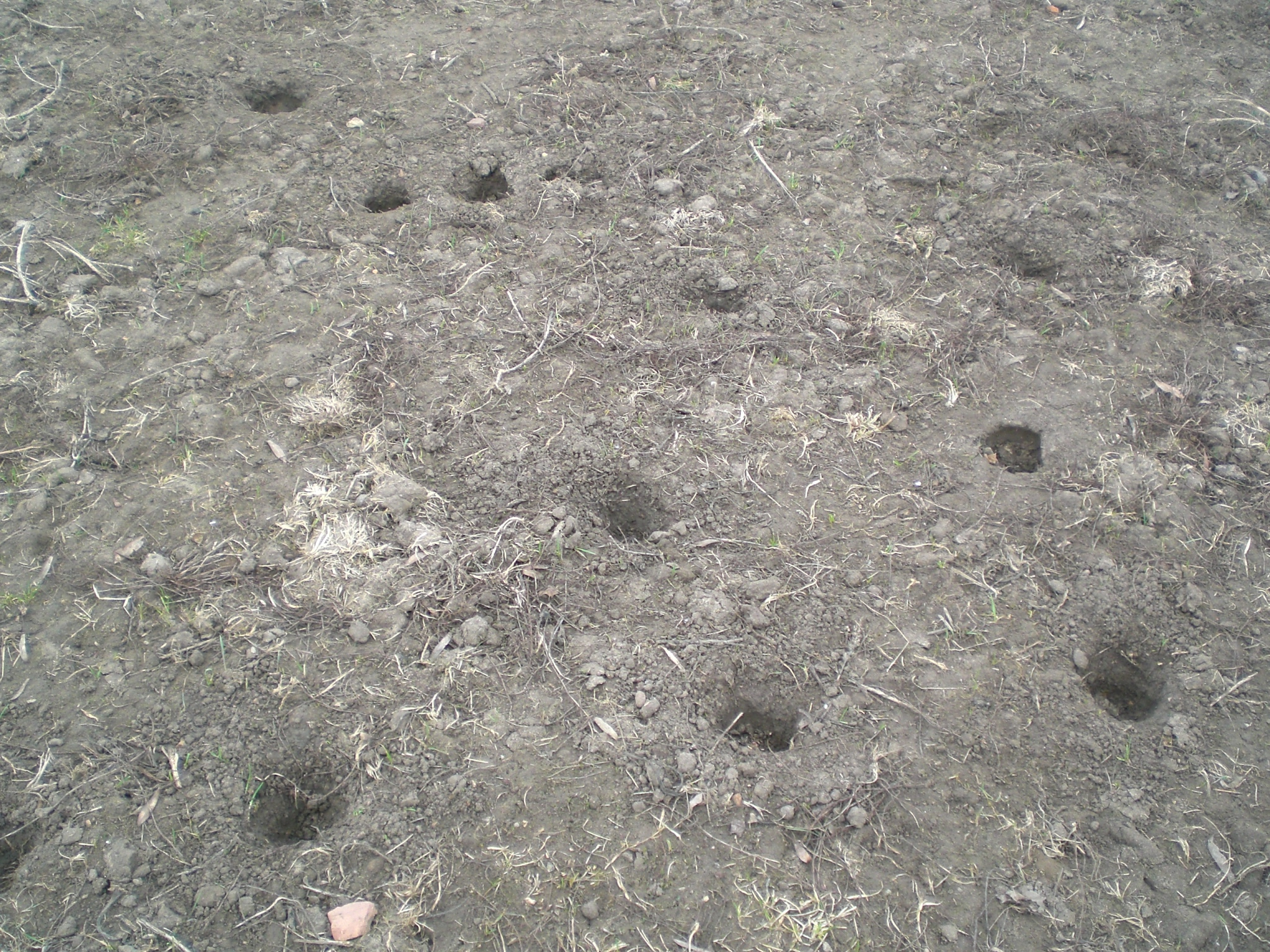
Löcher im Acker als Spuren eines Raubgräbers

Eine Raubgrabung ist das gezielte, zumeist kriminell motivierte Nachsuchen von meist wertvollen Fundstücken (Antiquitäten, Edelmetalle) entgegen den jeweiligen Rechtsnormen, die zum Beispiel das Graben in Bodendenkmälern regeln. In der Regel werden sie unter Unkenntnis oder Missachtung wissenschaftlicher Standards durchgeführt und zerstören dadurch wertvolle Informationen, die eine genauere historische Einordnung der Funde ermöglichen würden. Als ein Hauptmotiv gilt der als Antikenhehlerei bezeichnete illegale Handel mit archäologischen Funden und Kunstobjekten.

## Grabungen
Tatobjekte sind Bodendenkmäler, also archäologische oder – soweit denkmalrechtlich vorgesehen – paläontologische Kulturdenkmäler. Beispiele dafür sind Gräberfelder, Burgen, römische Kastelle, aber auch vorgeschichtliche Siedlungen.
Verschiedene Interessengruppen („Schatzsucher“, Antiquitätenhändler) haben ein Interesse daran, Bodendenkmäler oder Teile davon zur Gewinnung von Fundstücken auszugraben – und sie damit zu zerstören –, andere wollen sie möglichst unversehrt erhalten (Denkmalpflege, archäologische Forschung). Daraus ergeben sich verschiedene Konflikte.

## Rechtliche Lage

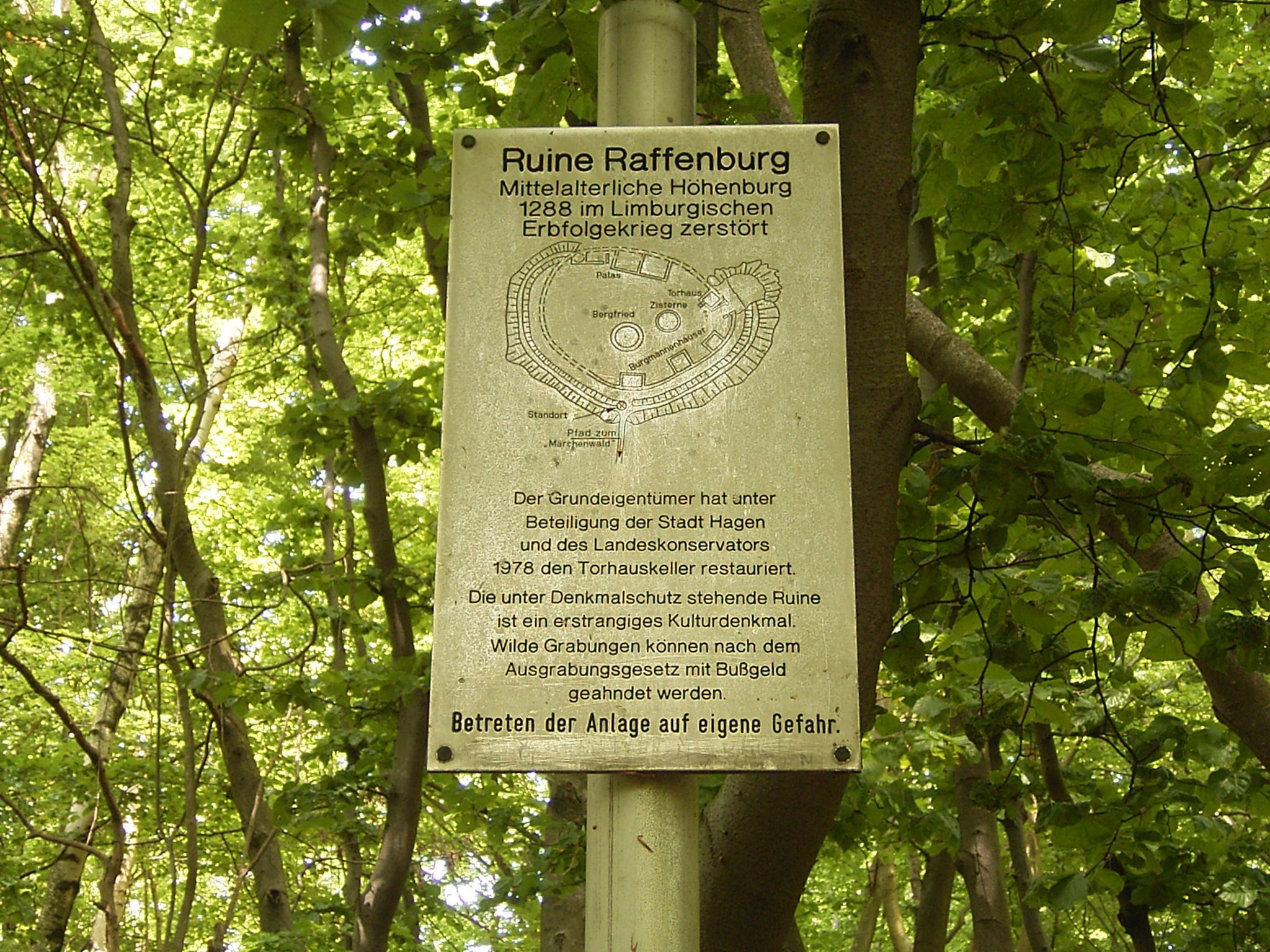
Warnung vor Raubgrabungen an der Ruine der Raffenburg in Hagen

### Deutschland

#### Denkmalrecht
In der Bundesrepublik Deutschland wird überwiegend in Denkmalschutzgesetzen geregelt, dass vor der Untersuchung einer archäologischen Fundstelle eine „Grabungs- oder Nachforschungsgenehmigung“ erteilt werden muss. Die Genehmigung kann mit Bedingungen oder Auflagen versehen werden, beispielsweise auf bestimmte Gebiete beschränkt sein oder festlegen, dass Funde und Befunde in einem vorgeschriebenen Standard zu dokumentieren sind.
Die Zuständigkeit, eine solche Genehmigung zu erteilen, ist – je nach Bundesland – unterschiedlichen Behörden zugewiesen. Bei Zufallsfunden besteht eine Meldepflicht gegenüber der zuständigen Behörde, in der Regel der Denkmalfachbehörde, dem Landesamt für Denkmalpflege.

#### Eigentum am Grundstück
Weiter ist zu beachten, dass neben dieser denkmalrechtlichen Genehmigung auch eine Genehmigung des Grundstückseigentümers zum Betreten und Graben auf seinem Grundstück vorliegen muss. Andernfalls kommen Delikte wie Hausfriedensbruch oder Sachbeschädigung in Betracht.

#### Eigentum am Fund
Rechtlicher Regelungsbedarf besteht außerdem hinsichtlich der Frage, wem Fundstücke gehören, wer deren Eigentümer wird. Dies ist in Deutschland teils zivilrechtlich über § 984 BGB geregelt, teils öffentlich-rechtlich über die Denkmalschutzgesetze der Bundesländer. Raubgrabungen zeichnen sich in der Regel dadurch aus, dass der Fund – und damit das Eigentum – unterschlagen werden. Wer solche Funde kauft, tauscht oder verkauft, kann eine Hehlerei begehen.

#### Sanktionen
Folgen eines Verstoßes gegen die genannten Vorschriften können sein:
- bei Verstoß gegen die Denkmalschutzgesetze Geldbußen nach dem Denkmalschutzgesetz;
- strafrechtliche Verfolgung;
- Einzug benutzter Geräte (Metalldetektoren, Grabungswerkzeuge usw.);
- Beschlagnahme der Funde;
- möglicher Regress bei verursachten Schäden;
- zivilrechtliche Ansprüche des Eigentümers, sei es des Eigentümers, auf dessen Grundstück der Fund entnommen wurde, sei es der Staat, dessen Schatzregal verletzt wurde.

### Allgemeines
Um in Österreich rechtmäßig der Metallsuche nachgehen zu können, sind einige gesetzliche Verpflichtungen zu beachten und bestimmte gesetzliche Verbote bzw. Gebote unbedingt einzuhalten. Unbedingt erforderlich für eine rechtmäßige Metallsuche ist die Zustimmung des Grundeigentümers und bei Entdeckung von Fundgegenständen die Erstattung einer allgemeinen Fundmeldung gem. § 390 ABGB bei der örtlich zuständigen Gemeindeverwaltung.
Unter gewissen Umständen sind zudem gewisse Bestimmungen des Denkmalschutzgesetzes (DMSG, BGBl. I Nr. 41/2024) zu beachten, insbesondere die Genehmigungspflichten der §§ 5 und 10 (1 und 2) samt den Folgebestimmungen des § 11, die Meldepflicht von Zufallsfunden von archäologischen Denkmalen des § 8 (1–3) sowie deren Rechtsfolgen nach § 9 DMSG. Ebenfalls unter gewissen Umständen zu beachten sind die Bestimmungen der 9 Landesnaturschutzgesetze, des § 42 (2 und 4) Waffengesetzes bei der Entdeckung von Waffen bzw. Kriegsmaterial und diverse (z. B. militärische) Sperr- oder Schutzgebiete.

## Österreich

### Zustimmung des Grundeigentümers
Um rechtmäßig der Metallsuche nachzugehen, braucht man immer die Zustimmung des Grundbesitzers. Es genügt im Prinzip zwar eine mündliche Zustimmung, idealerweise lässt man sich diese Zustimmung aber schriftlich geben, um nötigenfalls nachträglich beweisen zu können, dass man sie auch wirklich hatte. Diese Verpflichtung gilt sowohl für privaten als auch für öffentlichen Grund (z. B. Spielplätze, öffentliche Wege, Gemeindewiesen, Wald im Bundeseigentum etc.). Bei öffentlichem Grund ist die Zustimmung der zuständigen Verwaltungseinrichtung (z. B. Gemeindeverwaltung) einzuholen.

### Fundmeldung an die örtliche Gemeindeverwaltung
Wird ein beweglicher Fundgegenstand entdeckt, dessen Eigentümer der Finder nicht kennt, muss dieser gem. § 390 ABGB der zuständigen Fundbehörde (§ 14 Abs. 5 SPG) unter Abgabe der Fundsache „unverzüglich“ angezeigt werden.
Die zuständige Fundbehörde für solche Fundmeldungen ist die örtlich zuständige Gemeindeverwaltung, d. h. das Fundbüro am Gemeinde- bzw. Magistratischen Bezirksamt (bzw. wenn es kein eigenes Fundbüro gibt, dann der für Fundmeldungen zuständige Mitarbeiter des Gemeindeamtes, wenn niemand sonst: der Bürgermeister). Unverzüglich bedeutet ähnlich wie in Deutschland: spätestens an dem der Auffindung folgenden nächsten Werktag.
Der Fundgegenstand verbleibt dann gem. § 395 ABGB, wenn er weniger als € 100,- wert ist ein halbes Jahr, wenn er mehr wert ist ein Jahr lang bei der Fundbehörde. Meldet sich in dieser Frist kein Eigentümer der Fundsache, wird diese normalerweise an den Finder ausgefolgt (eventuell nur: wenn er sie binnen einiger Wochen Frist zurückverlangt).
Vorausgesetzt, der Finder hat beim Suchen nach dem Fund und bei der Fundmeldung rechtmäßig gehandelt, geht nach Ablauf dieses Jahres die Fundsache entweder in das hälftig geteilte Eigentum von Finder und Grundeigentümer oder in das alleinige Eigentum des Finders über. Die Fundeigentumsteilungsregel des § 399 ABGB kommt zur Anwendung, wenn es sich bei dem Fundgegenstand um „Geld, Schmuck oder andere Kostbarkeiten“ handelt; d. h. um wirtschaftlich oder aus anderen Gründen (z. B., weil es sich dabei um ein archäologisches Denkmal iSd § 8 Abs. 1 DMSG handelt) wertvolle Sachen. Alle geringwertigen Sachen gehen hingegen gem. § 395 bzw. 397 ABGB in das alleinige Eigentum des Finders über.

### Metallsuche auf denkmalgeschützten archäologischen Denkmalen
Eine Metallsuche auf denkmalgeschützten archäologischen Denkmalen ist nur mit Genehmigungen gem. §§ 5 und 10 (2) DMSG durch das Bundesdenkmalamt erlaubt. Diese Genehmigungen können jedem erteilt werden, werden aber nur in seltenen Ausnahmefällen tatsächlich erteilt; die Leitung einer genehmigten Nachforschung muss gem. § 10 (5) DMSG ein graduierter Archäologe übernehmen. Ob ein Grundstück unter Denkmalschutz steht ist im Grundbuch vermerkt.
Ohne diese Genehmigungen ist die Metallsuche auf denkmalgeschützten archäologischen Denkmalen verboten. Zuwiderhandlungen gegen dieses Verbot können gem. § 37 (1 und 3) DMSG mit Geldstrafe bis zu 360 Tagessätzen (einkommensabhängig zwischen € 1.440,- bis zu € 1,8 Millionen) und gem. § 126 (1 Z3) StGB als schwere Sachbeschädigung mit bis zu zwei Jahren Haft bestraft werden.

### Metallsuche mit Denkmalentdeckungszweck
Wer bei einer Metallsuche an nicht denkmalgeschützten Stellen gezielt archäologische Denkmale entdecken will, braucht dafür eine Genehmigung gem. § 10 (1) DMSG. Eine solche Genehmigung kann gem. § 10 (3) von jeder Person beantragt werden, die ein berechtigtes (z. B. zivilrechtliches oder wissenschaftliches) Interesse wahrnimmt; kann allerdings gem. § 10 (5) DMSG nur erteilt werden, wenn die geplante Nachforschung von einem graduierten Archäologen geleitet wird. Dieser Archäologe kann dann im Rahmen der Genehmigung allerdings beliebige Personen als Mitarbeiter einsetzen, auch Metallsucher. Will man also als Metallsucher gezielt Denkmale finden, braucht man dafür einen Vertrauensarchäologen, der die Nachforschung zu leiten bereit ist und nach Vorliegen der Genehmigung den Metallsucher mit der eigentlichen Durchführung der Feldarbeit beauftragt.
Gezielt nach archäologischen Denkmalen zu suchen bedeutet, dass man entweder schon weiß, dass sich dort, wo man sucht, tatsächlich archäologische Denkmale befinden, oder wo man aufgrund konkreter Hinweise auf deren dortiges Vorkommen mit der Entdeckung von archäologischen Denkmalen bei der Metallsuche wenigstens rechnen muss. Das BDA legt das derzeit so aus, dass die Metallsuche auf bekannten archäologischen Fundstellen (die nicht unbedingt auch ein archäologisches Denkmal iSd § 8 Abs. 1 DMSG sind) der Genehmigungspflicht des § 10 (1) DMSG unterliegt, auch wenn die betreffende Fundstelle nicht unter Denkmalschutz steht. Ob ein Grundstück eine bekannte archäologische Fundstelle enthält, kann man inzwischen in den meisten Bundesländern im jeweiligen Landes-GIS bzw. elektronischen Atlas herausfinden.
Ohne eine Genehmigung gem. § 10 (1) DMSG ist die gezielt auf die Entdeckung von archäologischen Denkmalen gerichtete Metallsuche verboten. Zuwiderhandlungen gegen dieses Verbot können gem. § 37 (3 Z2) DMSG mit einer Geldstrafe bis zu € 25.400,- bestraft werden, die Strafe für Ersttäter liegt derzeit gewöhnlich bei ca. € 1.000,-.

### Keine Genehmigung des BDA erfordernde Metallsuchen
Keiner Genehmigung des BDA (aber trotzdem der Genehmigung des Grundbesitzers) bedarf man für Metallsuchen abseits denkmalgeschützter archäologischer Denkmale und mutmaßlich (iSd § 8 (1) DMSG) bedeutender archäologischer Fundstellen, bei denen man nicht gezielt nach archäologischen Denkmalen sucht. Die gewerbsmäßige Auftragssuche nach verlorenen Metallgegenständen ebenso wie die Reinigung von Feldern und Wäldern von unerwünschten Metallschrott oder auch die Suche nach Meteoriten, Goldnuggets usw. ist daher auch ohne Genehmigung des BDA (aber nur mit Genehmigung des Grundbesitzers) erlaubt, solange sie nicht auf denkmalgeschützten archäologischen Denkmalen oder mutmaßlich (iSd § 8 (1) DMSG) bedeutenden archäologischen Fundstellen stattfindet.

### Denkmalrechtliche Fundmeldepflicht
Findet man bei der Metallsuche ein sogenanntes archäologisches Denkmal (einen beweglichen oder unbeweglichen Gegenstand unter oder auf der Erd- bzw. Wasseroberfläche, der von geschichtlicher, künstlerischer oder sonstiger kultureller Bedeutung ist), muss man diesen gem. § 8 (1) DMSG „unverzüglich“ (= spätestens am dem Tag der Auffindung folgenden Werktag) bei einer der zuständigen Meldestellen (BDA, öffentlich zugängliches Museum, örtlich zuständige Polizei oder örtlich zuständige Bezirks- oder Gemeindeverwaltung) anzeigen. Archäologische Denkmale sind z. B. römische Helme, Bronzebeile, Schwerter usw., sofern sie von geschichtlicher, künstlerischer oder sonstiger kultureller Bedeutung sind.
Funde von unbeweglichen archäologischen Denkmalen (z. B. Gräbern etc.) sind gem. § 9 (1) DMSG für wenigstens 5 Werktage ab Einlangen der Fundmeldung beim BDA unverändert an Ort und Stelle zu belassen. Bewegliche Fundgegenstände, die an der Fundstelle abhandenkommen könnten, sind hingegen vom Finder in sicheren Gewahrsam zu nehmen (d. h. zu bergen) und ebenfalls für wenigstens 5 Werktage ab Einlangen der Fundmeldung beim BDA unverändert zu verwahren (bzw. dem Fundbüro bei der Gemeinde zu übergeben und von diesem unverändert zu verwahren).
Erklärt das BDA binnen dieser fünf Werktage gem. § 9 (2) DMSG, dass die geschichtliche, künstlerische oder sonstige kulturelle Bedeutung dieser archäologischen Funde zumindest wahrscheinlich ist, sind unbewegliche archäologische Denkmale weitere 8 Wochen unverändert zu belassen bzw. bewegliche Fundgegenstände unverändert zu verwahren. Binnen dieser Frist kann das BDA eine bescheidmäßige Unterschutzstellung gem. § 3 (1) DMSG der unbeweglichen oder beweglichen Funde verfügen. Erklärt das BDA nicht binnen der fünf Werktage gem. § 9 (2), dass die geschichtliche, künstlerische oder sonstige kulturelle Bedeutung der Funde wenigstens wahrscheinlich ist, handelt es sich bei den betreffenden unbeweglichen oder beweglichen Funden somit nicht um archäologische Denkmale iSd § 8 (1) DMSG, solche bedeutungslosen archäologischen Funde unterliegen damit keiner der Bestimmungen des DMSG (mehr) und dürfen nach Belieben erforscht, ausgegraben oder auch zerstört oder verkauft werden.
Die vorsätzliche Unterlassung der denkmalrechtlichen Fundmeldung oder Erstattung unrichtiger Fundmeldungen sowie die Veränderung von Fundstelle und Fundgegenständen bzw. Unterlassung der Fundbergung gem. § 9 (1) ist gem. § 37 (4 Z 1) mit Geldstrafe bis zu € 5.000, - strafbar.

### Suche in Naturschutzgebieten oder auf Naturdenkmalen
Für die Metallsuche in Naturschutzgebieten oder auf Naturdenkmalen ist gemäß den Bestimmungen der 9 Landesnaturschutzgesetze eine naturschutzrechtliche Genehmigung durch die örtlich zuständige Naturschutzbehörde erforderlich. Die ungenehmigte Suche in Naturschutzgebieten und auf Naturdenkmalen ist in allen 9 Bundesländern verboten und wird mit einer variablen Geldstrafe bestraft.

### Funde von Waffen und Kriegsmaterialien
Funde von Schusswaffen und verbotenen Waffen, sofern es sich dabei nicht um Kriegsmaterial handelt, sind gem. § 42 (2) Waffengesetzes unverzüglich, spätestens aber binnen zwei Tagen, einer Sicherheitsbehörde oder Sicherheitsdienststelle (z. B. Polizei) unter Ablieferung der Waffe anzuzeigen. Dies gilt unabhängig davon, ob die Waffe noch einsatzfähig zu sein scheint oder nicht.
Die Entdeckung von Kriegsmaterialien (alle Arten militärischer Waffen wie Munition, Bajonetten, Karabinern, Maschinenpistolen, Hand-, Werfer- und Geschützgranaten, Bomben usw.), die sich offenbar in niemandes Obhut befinden, ist ohne unnötigen Aufschub einer Sicherheits- oder Militärdienststelle zu melden. Der Fundgegenstand ist keinesfalls zu bergen, sondern unverändert am Fundort zu belassen; für eine allfällige Bergung ist das Verteidigungsministerium (Entminungsdienst) verantwortlich. Der bloße, auch nur fahrlässige, Besitz von Kriegsmaterial (auch nur zeitweilig zum Transport an eine Sicherheitsdienststelle) ist gem. § 50 (1.4) Waffengesetzes mit bis zu zwei Jahren Haft strafbar.

### Suchen in Sperr- und Schutzgebieten
Ausgewiesene (z. B. militärische) Sperr- und (z. B. Wasser-) Schutzgebiete mancher Art (z. B. Wasserschutzgebiete Zone I) dürfen nur mit Bewilligung der zuständigen Stelle betreten werden. Gleichfalls dürfen in manchen solchen Schutzgebieten dauerhafte Aufgrabungen (z. B. Wasserschutzgebiete Zone II) nur mit Bewilligung durch die zuständige Stelle vorgenommen werden. Vor einer Metallsuche in einer als Sperr- oder Schutzgebiet ausgewiesenen Zone sind also vorab wenigstens entsprechende Erkundigungen einzuziehen und gegebenenfalls notwendige Bewilligungen einzuholen.

### Schweiz
Ende 2024 wurden im Schweizer Kanton Wallis zwei Personen im Zusammenhang mit Raubgrabungen verhaftet. Funde in einem in der Schweiz bislang unbekannten Umfang wurden sichergestellt. Die Kantonspolizei weist darauf hin, dass die Verwendung eines Metalldetektors eine behördliche Bewilligung erfordert. Verstöße können mit Geldstrafen oder Gefängnis geahnet werden.

## Raubgrabungen
Verstößt eine Grabung gegen eine der genannten Vorschriften, wird sie als Raubgrabung bezeichnet.
Darüber hinaus wird der Begriff außerhalb dieser rechtlichen Kategorien noch verwendet, wenn eine Ausgrabung zwar mit den rechtlich erforderlichen Genehmigungen geschieht, aber ohne die erforderliche Sorgfalt einer archäologisch-wissenschaftlichen Dokumentation hinsichtlich der Befunde und Funde, so dass das Bodendenkmal in seiner Originalsubstanz beschädigt oder zerstört wird, ohne dass dieser Verlust durch eine Dokumentation (Pläne, Fotografien, Zeichnungen, Grabungstagebuch) substituiert wird. Diese Konstellation ist aber eher theoretisch, da die Grabungs- oder Nachforschungsgenehmigung in der Praxis nur denjenigen Antragstellern gegeben wird, die auch dafür garantieren, dass sie die erforderlichen Dokumentationen leisten. Raubgräber sind inzwischen mit technischem Gerät ausgerüstet, mit dem sie gezielt nach Funden suchen. Dies begann mit Metalldetektoren. Viele deutsche Bodendenkmäler sind oberflächlich mittlerweile nahezu metallfrei. Inzwischen werden auch weitere Techniken eingesetzt, etwa Bodenradar.

## Geschichte
Die Raubgrabung ist in der Form des Grabraubes und der „Schatzsucherei“ ein altes Phänomen. Diese gibt es seit der Vorgeschichte, seit wertvolle Beigaben in Gräber gelegt wurden. Damals wie heute setzten sich solche Täter aus finanziellem Interesse – und heute auch häufig wegen des „Spaßes“ einer spannenden Suche – über bestehende Schutzvorschriften hinweg.
Raubgrabungen im modernen Sinn gibt es erst, seit die kulturelle Kategorie Bodendenkmal kreiert wurde und damit auch Objekt von Forschung oder Denkmalschutz werden konnte. Raubgrabungen sind also ein relativ neues Phänomen seit Beginn einer entsprechenden Gesetzgebung im 19. Jahrhundert. In Preußen wurden die Bodendenkmäler seit 1914 geschützt.
Hinzu kommt, dass durch die Entwicklung von Metalldetektoren und die Verbreitung von Wissen über „lohnende“ Ziele Raubgrabungen systematischer und gezielter erfolgen, auch der Verkauf von Objekten aus Raubgrabungen ist durch moderne Kommunikationsmittel und verbesserte internationale Verkehrsverbindungen erheblich einfacher geworden.

## Gegenwart
In jüngerer Zeit nehmen Raubgrabungen zu. Ein wachsender, zum großen Teil illegaler, Markt für Antiken bietet finanzielle Anreize für Raubgrabungen. Zudem ist die Suche mit Metalldetektoren in den vergangenen Jahren zu einem verbreiteten Hobby geworden, wobei nur ein Bruchteil der Sondengänger mit der Fachwissenschaft und Denkmalpflege zusammenarbeitet.
Bis heute werden Raubgrabungen häufig als Schatzsuche bagatellisiert und als Kavaliersdelikt wahrgenommen. Drastische Gefängnisstrafen für Raubgräber wurden in den Jahren 2011 und 2012 etwa in Großbritannien, Griechenland und China verhängt. Prinzipiell wurden Gefängnisstrafen für Raubgrabungen und Antikenhehlerei auch schon im 19. Jahrhundert angedroht.

## Schäden durch Raubgräberei
Raubgrabungen können verschiedene Schäden nach sich ziehen:
- Gesicherte wissenschaftliche Erkenntnisse werden verhindert: Das undokumentierte und unfachliche Graben nach historischen Gegenständen zerstört in ganz erheblichem Umfang materiell vielleicht wertlose, aber archäologisch-kulturhistorisch bedeutende Artefakte und die Befunde. Der genaue Kontext von Funden (Fundzusammenhang) ist für deren wissenschaftlichen Wert entscheidend. So kann die Kombination mit anderen Funden, aber auch die exakte Lage Informationen über die Menschen der Vergangenheit geben oder zumindest quellenkritisch bedeutende Beobachtungen liefern.
- Unsachgemäße „Restaurierungen“ durch Raubgräber zerstören häufig auch das Objekt an sich.
- Raubgräber selektieren die Funde: Metallfunde werden mitgenommen, die oft für die Datierung wichtigeren Keramikfunde werden verworfen, aber aus dem ursprünglichen Kontext gerissen.
- Dem Grundstückseigentümer – oder, bei Bestehen eines Schatzregals, dem Staat als Vertreter der Öffentlichkeit – wird Eigentum entzogen.
- Der Verkauf von Funden fördert weitere Raubgrabungen und Antikenhehlerei.
- Bei Gräbern gefallener Soldaten kann durch das Entwenden von Erkennungsmarken die Möglichkeit unwiderruflich zerstört werden, den Toten zu identifizieren.

## Beispiele

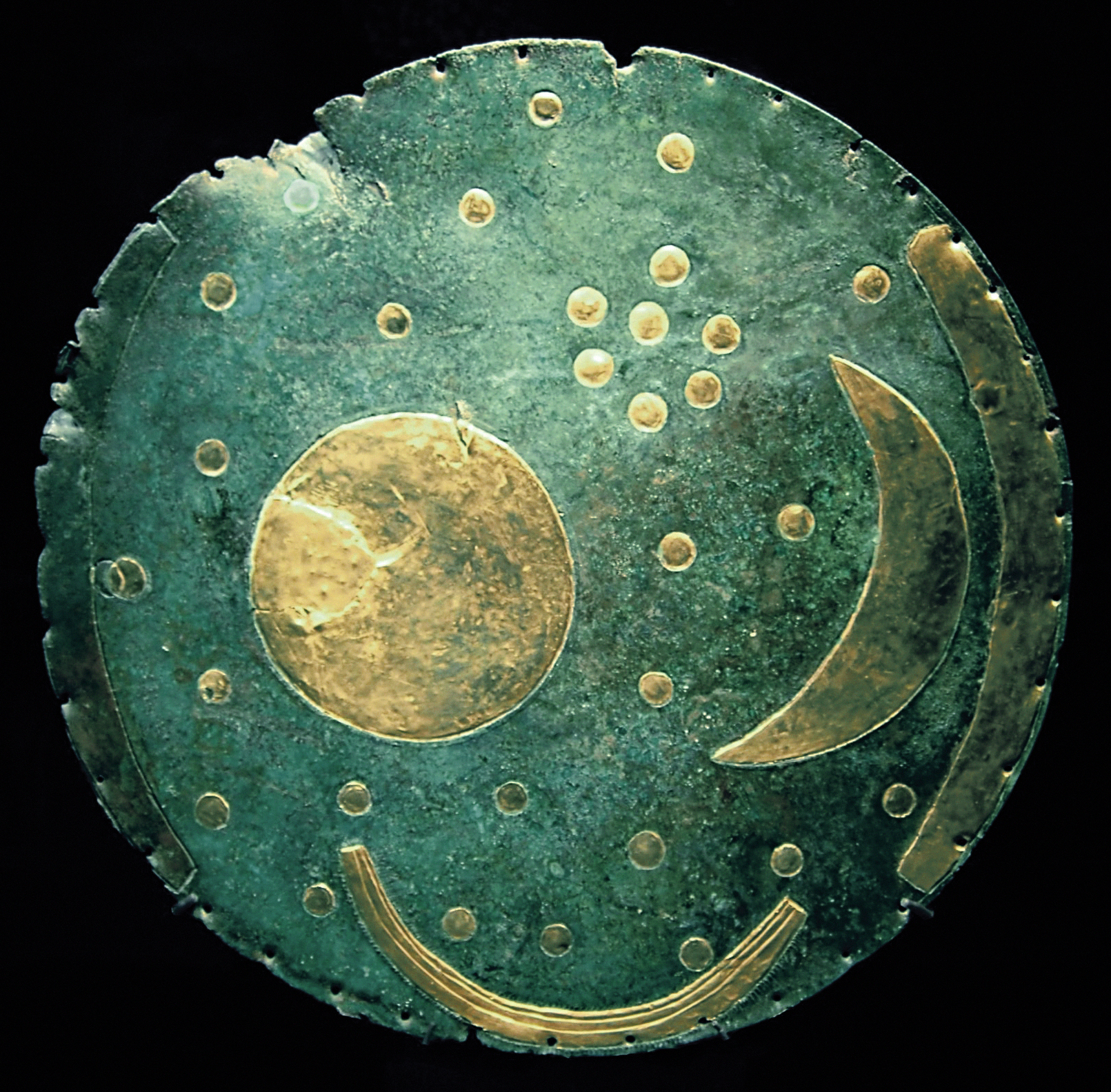
Himmelsscheibe von Nebra

- Besondere Aufmerksamkeit in der Öffentlichkeit erregte der durch eine Raubgrabung zu Tage gebrachte Fund der Himmelsscheibe von Nebra. Trotz Nachgrabungen und eines Forschungsprojektes sind die Deponierungsumstände der Scheibe und der angeblich zugehörigen Dolche nicht völlig zweifelsfrei gelöst, da der Befundzusammenhang durch die Raubgräber zerstört wurde.
- Der Berliner Goldhut, der als Raubgrabungsgut auf den Markt kam und von dem keine gesicherten Erkenntnisse hinsichtlich der Fundumstände vorliegen. Deshalb ist bis heute nicht klar, was dessen Funktion eigentlich war. Auch sind alle Informationen verloren, die der Goldhut über die Rolle seines Fundortes im Siedlungsgefüge der Bronzezeit hätte liefern können. Die Bürger vor Ort sind einer Attraktion und eines Identifikationsobjektes beraubt.
- Schon seit Jahrzehnten finden in allen Staaten mit antiken Hochkulturen zum Teil organisierte Raubgrabungen statt, so dass z. B. ganze Nekropolen in Trichterfelder verwandelt wurden und werden. Aktuell sind Raubgräber besonders aktiv im Irak, in Syrien und Ägypten, wo archäologische Fundplätze in großem Umfang zerstört werden.
- Am Heidentor (Egesheim) wurde in den 1990er Jahren ein vorgeschichtliches Heiligtum von Raubgräbern heimgesucht, die hier hunderte von datierenden Metallfibeln fanden, aber Glasperlen und Keramikscherben zurückließen. Genaue stratigraphische Beobachtungen und Verteilungsanalysen hätten hier wahrscheinlich zeigen können, ob sich im Lauf der Zeit die Opfersitten geändert hatten. Die Funde wurden unter Vorspiegelung eines falschen Fundortes der Prähistorischen Staatssammlung in München zum Kauf angeboten, um von der liberaleren Handhabung der Eigentumsverhältnisse in Bayern zu profitieren. Die Funde wurden von den Experten aber als außerbayrisch erkannt.
- Im Herbst 2010 gab Helmut Thoma zu, ein Grab in der antiken Stadt Palmyra geplündert zu haben. Der historische Zusammenhang der von ihm entwendeten und illegal nach Deutschland verbrachten und heute in seinem privaten Wohnzimmer zur Schau gestellten Plastiken ist für immer verloren – eine wichtige Quelle für die Sozialgeschichte der Wüstenstadt wurde mutwillig zerstört.[6]
- In Apameia am Orontes wurde zwischen 2011 und Frühjahr 2013 während des Bürgerkriegs in Syrien die archäologische Fundstelle durch Raubgrabungen fast vollständig zerstört.[7] Der Umfang deutet auf planmäßiges Vorgehen mit dem Ziel, die illegalen internationalen Märkte zu beliefern.
- In Rülzheim wurde von einem Sondengänger ein spätantiker Hortfund ausgewühlt. Unter dem Druck polizeilicher Ermittlungen lieferte er den Fund Anfang 2014 der Denkmalpflege ab. Nachgrabungen konnten keinerlei Aussagen zur Lagerung der Objekte mehr sicherstellen. Rekonstruktionen der Fundstücke werden erschwert, Aussagen über die Niederlegungsbedingungen sind nicht mehr möglich.[8][9]
- Während einer Grabung des Westfälischen Museums für Archäologie (heute LWL-Archäologie für Westfalen) auf dem Gräberfeld von Costedt im Jahr 1989 entwendete ein Raubgräber eine kaiserzeitliche Urne, was den wissenschaftlichen Kontext zerstörte.[10] Die Raubgrabung führte 1993 im nordrhein-westfälischen Landtag zu einer Kleinen Anfrage zur Problematik von Raubgrabungen.[11] 2021 tauchte die entwendete Urne wieder auf, indem sie vor dem Sitz der Gesellschaft zur Förderung der Bodendenkmalpflege im Kreis Minden-Lübbecke e. V. mit einem Entschuldigungsschreiben abgelegt wurde.[12][13]

## Ausstellung
- 2013: Raubgräber – Grabräuber, Landesmuseum für Natur und Mensch, Oldenburg. Begleitbuch.

## Filmografie
- Archäologen, Plünderer und die Königin von Saba. Dokumentation, 60 Min., Produktion: arte, Regie: Karel Prokop, Sendung: 17. Februar 2007, auf youtube, in 6 Teilen.
- Abenteuer Wissen: Tatort Fürstengrab. Dokumentation, 30 Min., Produktion: ZDF, Sendung: 24. Januar 2007, Inhaltsangabe (Memento vom 19. August 2013 im Webarchiv archive.today) des ZDF.
- Goldgrube Bulgarien: Dorado für Archäologen- und Kunsträuber. Dokumentation, 7 Min., Autor: Tom Fugmann, Produktion: WDR, Sendung: 21. Januar 2007.
- Griechenlands Schatzinsel. Antikenschmuggel im großen Stil. Dokumentation, 6 Min., Autor: Christoph Spielberger, Produktion: ZDF-aspekte, Sendung: 2. Februar 2006, Inhaltsangabe von aspekte.
- Eine Kultur wird geplündert – Das Geschäft der Grabräuber in Peru. 2000, Regie: Hans Giffhorn, Produktion: arte, Erstsendung: 9. September 2000.
- Der Urnenraub von Costedt, Dokumentation vom  22. August 2021 (Online auf YouTube)
- GEO Reportage - 049 - Beruf Grabräuber (Online auf YouTube)